# Chiesa di Santa Maria Maggiore (Assisi)
La chiesa di Santa Maria Maggiore è un luogo di culto cattolico di Assisi, nota anche come Santuario della Spogliazione di San Francesco, al suo interno è presente la tomba di Carlo Acutis.
La chiesa è .

## Storia
Si tratta dell'antica cattedrale della Diocesi umbra. Essa risale all'XI-XII secolo, ma fu costruita su un edificio più antico, di epoca paleocristiana, a sua volta edificato su una domus di epoca romana (la cosiddetta domus di Properzio).
Con decreto del 25 dicembre 2016 il vescovo Domenico Sorrentino la eresse a Santuario della Spogliazione, ricordando il celebre eclatante gesto di San Francesco, avvenuto proprio nei pressi del luogo di culto.

## Descrizione
La semplice facciata è ripartita verticalmente da paraste, e presenta un portale d'ingresso inserito in un'arcata a sesto acuto, ed un rosone, datato 1162 e firmato Johannes (forse Giovanni da Gubbio, lo stesso architetto che costruì la Cattedrale di San Rufino).
L'interno è a pianta basilicale a tre navate, separate da pilastri. Sulle pareti vi sono affreschi, alcuni frammentari, che risalgono ad un periodo compreso tra il XIV ed il XVI secolo. Tra questi sono un Santo diacono attribuibile a Bartolomeo Caporali ed una Crocifissione con i Dolenti tra Santi attribuita a Dono Doni.
Nella cripta, appartenuta alla chiesa precedente, sono conservati capitelli di epoca romana ed un sarcofago con scolpita una croce, risalente al IX secolo.
Dal 6 aprile 2019, dopo alcuni giorni di preparazione e con alcuni momenti di preghiera nella basilica inferiore di San Francesco e in San Rufino, nel santuario riposano i resti del beato Carlo Acutis, all'interno di un monumento bianco nella navata destra.

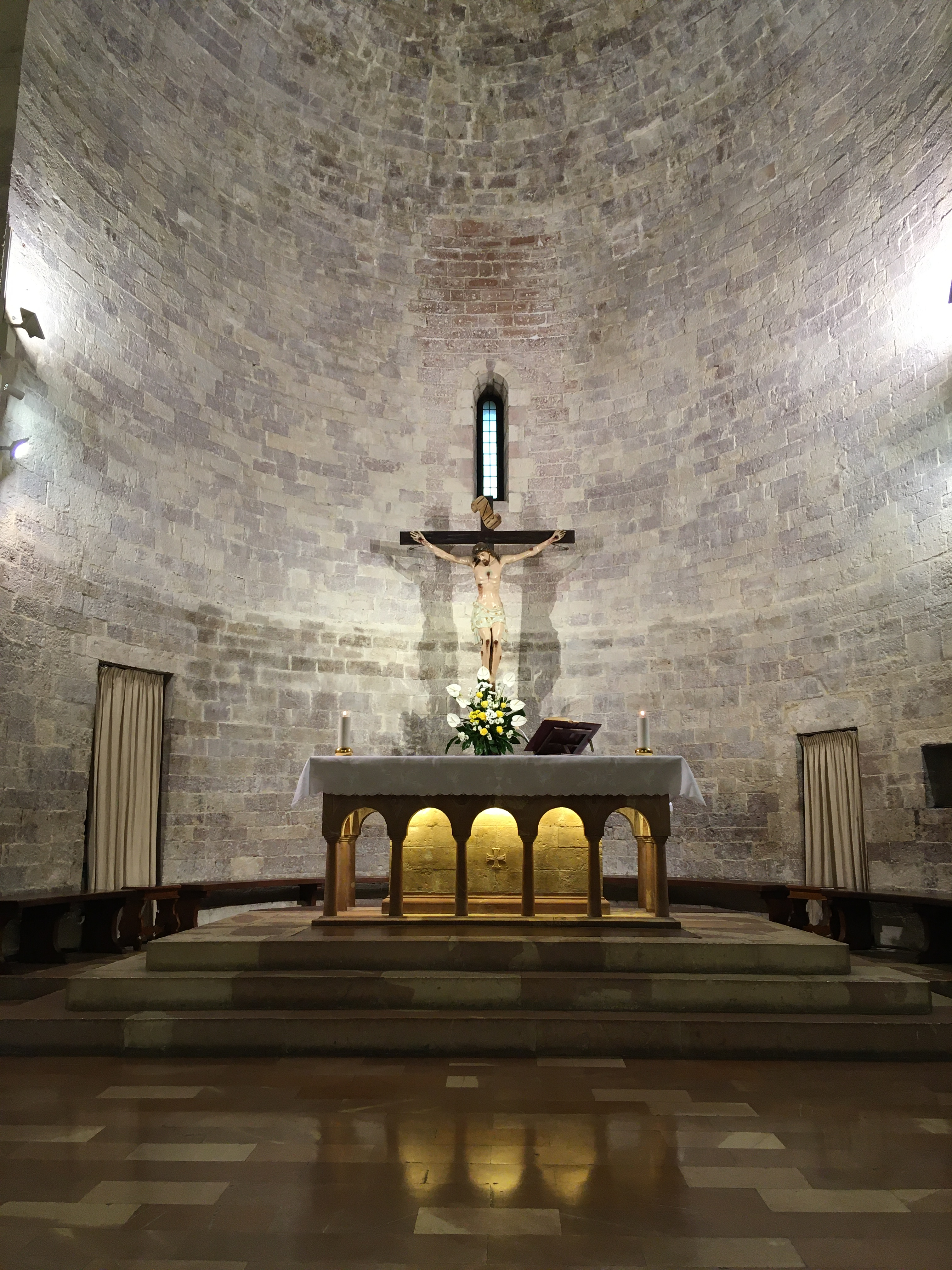
L'abside della chiesa di Santa Maria Maggiore in Assisi
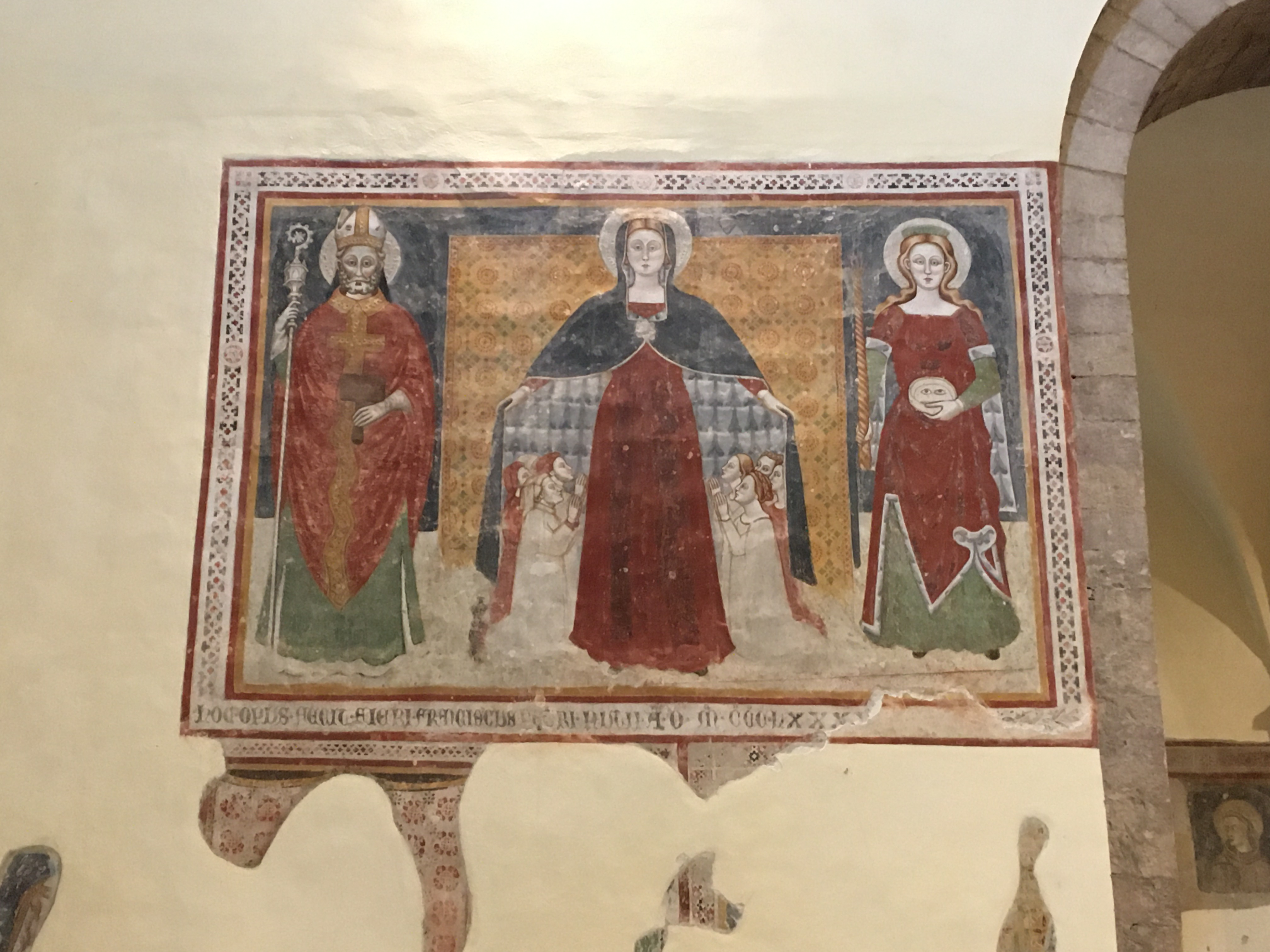
Affreschi
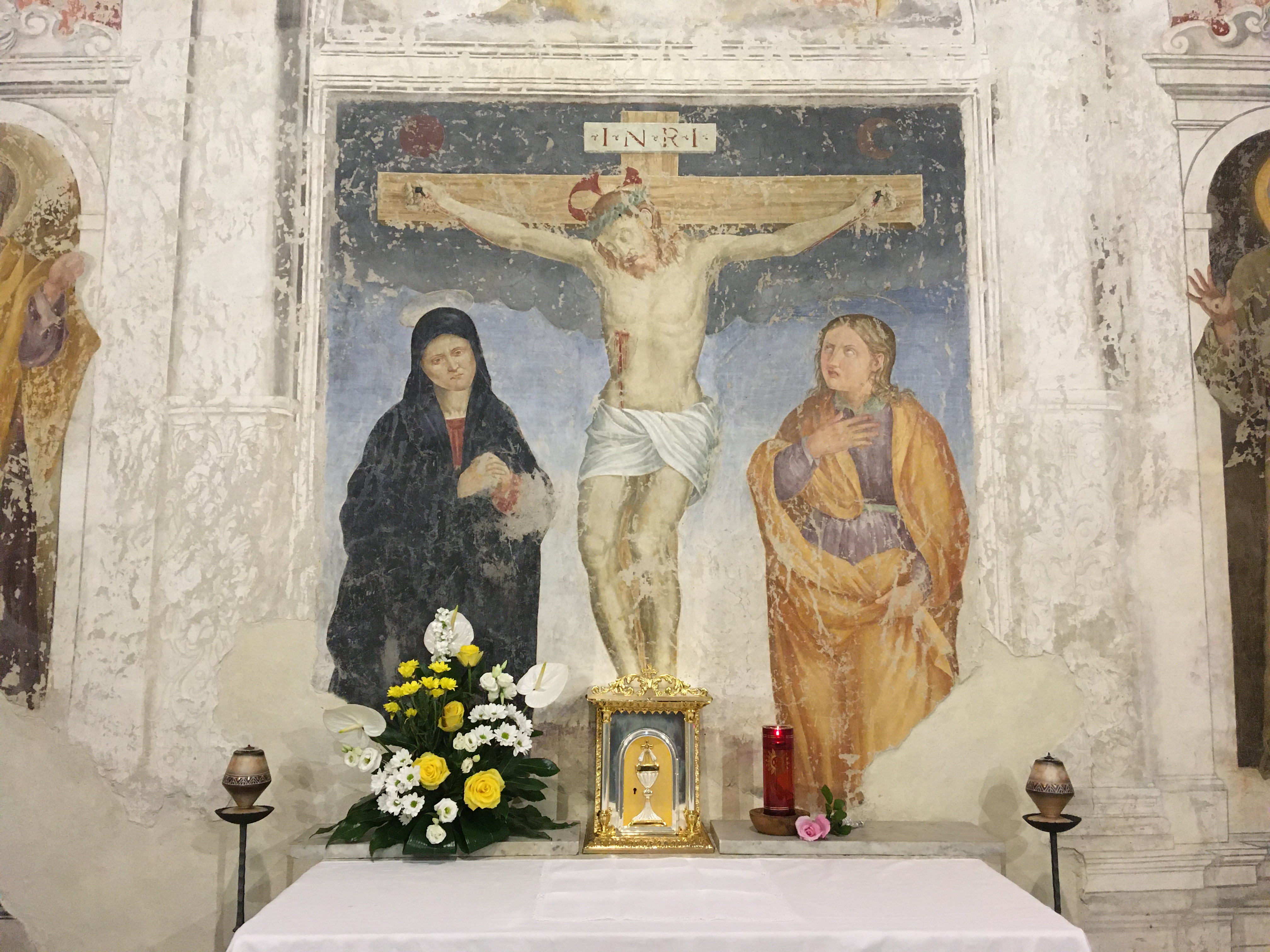
Affreschi navata laterale sinistra "Chiesa di Santa Maria Maggiore" Assisi
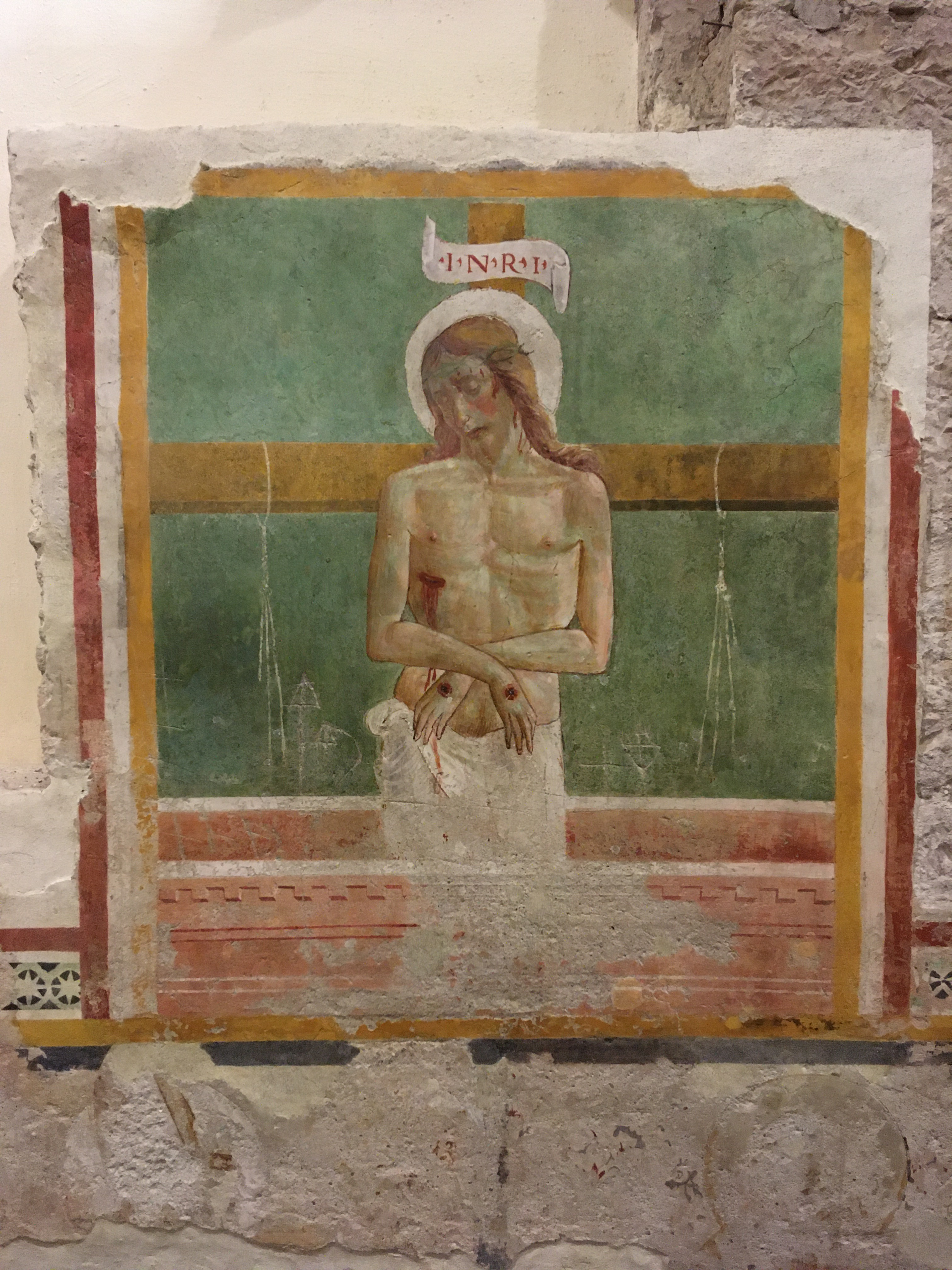
Affreschi navata sinistra "Chiesa di Santa Maria Maggiore" Assisi

## Museo
Nel 2018 sono stati trasferiti nei sotterranei della chiesa i documenti e materiali del Museo della memoria, Assisi 1943-1944 istituito nel 2011 per ricordare le azioni e le persone di Assisi che si spesero in prima persona per salvare gli ebrei.